# كريس نيفين
كريس نيفين (3 أغسطس 1975 بدنيدن في نيوزيلندا - ) (بالإنجليزية: Chris Nevin)‏ هو لاعب كريكت نيوزلندي. شارك مع منتخب نيوزيلندا الوطني للكريكت.

## وصلات خارجية
- كريس نيفين على موقع إي آس بي آن كريك إنفو (الإنجليزية)